# Harbiye (Şişli)
Pour les articles homonymes, voir Harbiye.
Harbiye (prononcé [hɑɾ.bi.'jɛ], en turc ottoman École de guerre) est un quartier du district de Şişli à Istanbul.

## Histoire
Le quartier tient son nom de l'académie militaire turque, située à Constantinople, alors capitale de l'Empire ottoman. Les bâtiments laissent place au musée militaire d'Istanbul.

## Éducation
Le lycée français Notre-Dame de Sion, fondé en 1856, se situe à Harbiye.

## Culture
Dans le quartier se situent le Théâtre Muhisin Ertuğrul des Théâtres de la Ville d'Istanbul et l'amphithéâtre Cemil Topuzlu de Harbiye.